# Нагорний (Верхньопишминський міський округ)
Наго́рний (рос. Нагорный) — селище у складі Верхньопишминського міського округу Свердловської області.
Населення — 78 осіб (2010, 68 у 2002).
Національний склад станом на 2002 рік: росіяни — 81 %.